# 謝爾罕班達
謝爾罕班達（普什圖語）是阿富汗昆都士省的邊境城市和無水港，座落於噴赤河畔，靠近塔吉克的邊界。它連接阿富汗的昆都士、喀布爾與塔吉克的杜尚貝。這座城市原名克孜勒加列，後來以哈羅提人納希爾氏族的謝爾·汗·納希爾重新命名。
下噴赤塔吉克－阿富汗大橋在2007年完工後，謝爾罕班達快速發展。橋梁帶來便利的連結，使阿富汗與中亞的貿易往來急遽成長。每天有400輛貨車進出此城。這樣的貿易情形也使許多當地店主致富。
2012年11月，阿富汗政府宣布在此興建2000幢住宅與41座含有辦公室和商店的商務廣場
2021年6月，塔利班控制此地，並持續開放口岸，收取關稅。